# Israel al Festival de la Cançó d'Eurovisió 2012
| Edició                   | 2012             |
| Televisio(ns) implicades | IBA              |
| Nom de la preselecció    | Per determinar.  |
| Dates                    | Per determinar.  |
| Format                   | Elecció interna. |
| Presentadors             | Per determinar.  |
| Nombre de participants   | 1                |

La televisió israeliana va anunciar en un principi que per a l'edició de 2012 repetiria la seva preselecció oberta anomenada KDAM.
Posteriorment, i a causa de la manca de suport financer i tècnic, va canviar de plans i va anunciar que duria a terme una elecció interna tant d'artista com de cançó.

## Organització
El període de presentació de propostes, originalment establert per l'IBA comprenia des del dia 27 d'octubre fins al 13 de novembre de 2011.

## Candidats
No es coneixen candidats.